# Найваша (езеро)
 Тази статия е за езерото Найваша.  За други значения вижте Найваша.  
Найва̀ша (на английски и на суахили: Naivasha) е красиво безотточно сладководно езеро в югозападна Кения, заобиколено от хълмиста местност, чиито брегове са дом на голямо разнообразие от диви животни и птици. Това е най-високо разположеното езеро в Източноафриканската рифтова долина, както и второто по големина сладководно езеро в страната. Част е от поредицата от 23 вулканични езера по протежение на източния клон на рифта, 8 от които са в Централна Етиопия, 8 – в Кения и 7 – в Танзания. Найваша заема територии в два административни района – Накуру и Няндаруа.
Езерото е открито за европейците от немския военен лекар и изследовател на Африка Густав Фишер на 11 май 1883 г. Следобедните ветрове и честите бури предизвикват високи и понякога опустошителни вълни в езерото. По тази причина местните масаи са му дали названието Nai’posha, което означава „бурни вълни“. По-късно, допускайки грешка в произношението, британците го записват на картите си като Найваша. По други данни езерото е получило името си от близката по звучене масайска дума enaiposha, което означава „отдръпваща се вода“.
През 1995 г. езерото Найваша е обявено за защитен обект под егидата на Рамсарската конвенция за опазване на влажните зони.

## Климат
Найваша е разположено в полусуха зона с бимодален характер на валежите, изразен с продължителни проливни дъждове от април до юни и по-краткотрайни в периода октомври – ноември. Валежите варират от 600 mm годишно при град Найваша до 1200 mm/год по склоновете на близката планина Няндаруа. Годишните изпарения от повърхността на езерото са около 1700 mm/год.
Средната годишна температура в района на езерото е 25 °C, а най-топлите месеци са от декември до март, когато максималната температура достига до около 30 °C. Най-студеният месец е юли и през него температурите спадат до 23 °C.
Планините Кения и Няндаруа спират влажните мусонни ветрове, създавайки своеобразен „сух чадър“ над езерото Найваша.

## География
Езерото се намира на 1890 m надморска височина и е най-високо разположено от всички езера, заели големите пукнатини, създадени при движението на земната кора по време на формирането на Източноафриканския рифт. Дължината му е около 13 km, а средната дълбочина – 5 m. Площта на езерото варира значително в зависимост от сезонните валежи, със среден обхват между 114 и 991 km2 В началото на 20 век то пресъхва напълно, а освободените земи са разпределени като нови имоти и обработвани от собствениците си. Няколко години по-късно проливните дъждове стават причина езерото да се появи отново, а новопридобитите земи са потопени под водите му. Като усреднена стойност за площ на езерото, отчитайки и промените през годините, се приема около 140 km2. Водосборният му басейн обхваща площ от 3400 km2.
На север и юг от Найваша се издигат стръмни високопланински склонове, някои от които принадлежат на угаснали вулкани. На югоизток се извисява вулканът Лонгонот, чието последно и много слабо изригване е било през 1863 г., когато потоци от лава потичат в посока към езерото. В средата на 20 век по склоновете му е забелязана фумаролна активност.  През 1983 г. вулканът и областта около него са обявени за национален парк. Между Найваша и Лонгонот е разположен Националният парк „Дяволската порта“ (Hell’s Gate), един от двата кенийски парка, за които е възможно да бъдат обходени пеш. Найваша се намира на 85 km северозападно от столицата Найроби и е лесно достъпно.
Почвите около езерото имат вулканичен произход, съставени са главно от вулканична пепел, състоящ се основно от фини частички пемза. Взаимодействието между вулканичните депозити и езерната вода е основа за възникването на зеолитни минерали. Това прави почвата силно водопропусклива с много малък капацитет на задържане на водата. Като резултат при напояване водата попива в почвата, бързо минава край кореновата система на растенията и се присъединява към подпочвените води. В тази връзка фермерите, особено тези, които отглеждат цветя са принудени да поливат често, до 10 пъти дневно.

## Води
Тъй като езерото Найваша е сравнително плитко, нивото на водите му е непостоянно и зависи от количеството на валежите и сезона. Алкалният характер на вулканичните скали около езерото са довели до високото съдържание на калцинирана сода в него. В далечното минало то е било много по-дълбоко, но водите му са изтекли през ждрелото Нджоро̀уа (Njorowa), което сега се намира високо над него, както и през Националния парк „Дяволската порта“. През 1926 г. се получава информация, че те са се повишили с 6 метра. Преди около стотина години се съобщава за пълното му пресъхване. Промяната на нивото на езерото през последните сто година става в рамките на 12 метра и необичайното е, че такова понижаване или повишаване от няколко метра може да се получи само за месеци. Тази динамика оказва сериозно отрицателно влияние върху флората и фауната в него. През 1950 г., след десетилетия с ниски стойности на нивата, водите на езерото започват да се покачват. За да се запазят околните земеделски терени, правителството планира да отведе част от водите към езерото Елментейта на север и към долината Кедон на юг. За щастие тези планове никога не се осъществяват. През 2000 г. Фершурен прави проучване на водното ниво за време с продължителност от 1000 години и установява четири дълготрайни периода в неговите колебания – от пълно пресъхване до пълноводие.
Когато езерата са пресноводни, обикновено имат някакъв отток, който поддържа съдържанието на сол на ниско ниво, но при Найваша такъв отток не е открит. Липсата на соленост във водите му се дължи на факта, че в северната и южната част по дъното му съществува сериозно подземно просмукване, което поддържа движението на прясна вода, вливана от притоците. Подземните води в езерото играят сериозна роля в хидрологията му. Просмукваните от дъното му води стават част от подземната водна система и точното проучване на този механизъм би помогнал за правилното ползване на водните му ресурси. Малка част от тях се появява под формата на фумароли в геотермалните зони, а друга част постепенно се оттича към езерата Елментейта и Магади.
Главните притоци на езерото са постоянните реки Гилгил, захранваща 80% от водното количество на езерото и Малеуа, която влива само 20% от него. И двете се вливат в северната му част, а водите им са с високо качество. Река Карати в източния район на езерото е сезонна и внася нищожно количество вода само в продължение на два месеца годишно. Малките рекички и потоци, извиращи от Ебуру и хълмовете Мау губят водите си още преди да достигнат до Найваша. Следобедните ветрове и честите бури предизвикват силно вълнение в него, понякога с доста високи вълни.
В близост до езерото са разположени две сравнително по-малки езера. Олойдѝен, което е с по-висока алкалност, има малка площ и се намира непосредствено до Найваша. При по-високи води се слива с основното езеро. Второто е разположено на запад от Найваша, в калдерата на угаснал вулкан. Това е соленото алкално кратерно езеро Сона̀чи, със свой собствен микроклимат и различни флора и фауна.

## Флора и фауна
В зоната около езерото е останала малка част от естествената растителност, покривала крайбрежията в миналото. Част от бреговете на езерото край блатиста лагуна все още са обрасли с египетски папирус (на латински: Cyperus papyrus), едно от най-важните растения по крайбрежието. Самостоятелно образува плаващи острови и може да бъде срещнат до 5 km нагоре по течението на река Малеуа. Запазени са и някои от тревистите брегове. В друга зона е съхранена малка част от горите, съставени главно от акациеви дървета от вида на латински: Acacia xanthophloea, известни като дървото на жълтата треска. Те действат като своеобразен буфер срещу ерозията на почвата по крайбрежието и в същото време създават подходящи условия за живота на голямо количество диви животни и птици.
Литоралната зона е обитавана от микрофити, създаващи подходящ хабитат за развитие на рибната популация и някои безгръбначни. В езерото са наброени 143 вида фитопланктон, основни представители на който са цианобактериите Spirulina, Lyngbya, Microcystis и Oscillatoria. Зоопланктонът е представен от Gladocera, Copepoda и ротифери. В тази зона до 1980 г. растат водни лилии, унищожени от интродуцираните тук раци и инцидентно внесени нутрии. Повърхността на част от крайбрежните води е заета с водните растения Pistia strstiotes, салвиния (Salvinia molesta), Wolffia arrhiza, воден хиацинт и др.
Като сладководно езеро ареалът на Найваша не е богат на голяма популация от различни риби. Количеството и разнообразието им са силно променливи във времето, повлияни от промените в климата, риболова и въвеждането на инвазивни видове. Преди 1925 г. рибата е много по-малко, ловят се само два вида – дребната шаранова рибка Aplocheilichthys antinorii, по-малка от омената в езерото Виктория и Barbus amphigramma. През 1962 г. Aplocheilichthys antinorii изчезва напълно от водите на езерото, унищожена от внесения в него бибан. Рибата по онова време не е достатъчна за поддържане на рибоядни видове по крайбрежията, като оскъдността ѝ е резултат от непостоянството на водното ниво на езерото. През 1921, 1951 и 1956 г. тук на три пъти е привнесен американският големоуст бибан (Micropterus salmoides) с идеята за създаване на условия за спортен риболов. Тъй като бибанът е хищна риба, през 1956 г. се налага в езерото да се развъди и тилапия от вида Tilapia zillii, която да запълни хранителната ниша. Интродуцирана е тук от езерото Виктория заедно с цихлидите Oreochromis leucostictus. И трите вида риби бързо и значително увеличават популацията си. Съобщения в пресата от 1960 – 1970 г. демонстрират сериозно развитие на спортния риболов. Заедно с тях за борба срещу комарите са внесени и три вида риби от разред Cyprinodont. Като резултат на безразборния риболов обаче, рибите в езерото значително намаляват броя си. В Найваша се развива и популация от Procambarus clarkii, вид сладководен рак, интродуциран тук като храна за бибана и докаран от Луизиана, САЩ през 90-те години на 20 век.
Околните гори създават много добри условия за живот на разнообразни птици, от които тук се наброяват 350 вида и около 450 заедно с обитаващите близките планински склонове. Самият водоем поддържа живота на 20 000 до 22 000 птици. От октомври до март броят им се увеличава още повече с мигриращите за зимуване тук палеарктически птици. Най-голям е броят на местните пеликани и корморани. Представители на пернатия свят са типичните за Африка птици Eminia lepida, Ploceus ocularis, сернистожълто канарче (Serinus sulphuratus), Lagonosticta senegala, Prionops poliolophus, патицата Oxyura maccoa, голям гмурец, качулата лиска (Fulica cristata) и други. Пойната птичка Turdoides melanops в района на езерото се характеризира със светли пера по главата, като се смята, че тази разновидност вероятно е резултат от хибридизация с Turdoides hypoleuca в близкото минало. Многобройните риби, обитаващи езерото привличат и други видове птици, за които те са основна храна. В хабитата на езерото това са корморани от вида Phalacrocorax africanus, голям корморан и пъстро рибарче (Ceryle rudis).  Интересна птица е черната чапла (Egretta ardesiaca), която си е изработила необичаен начин за улов на риба. За да намали блясъка на водата, тя периодично вдига криле над главата си във форма на чадър, а създадената сянка увеличава шанса ѝ да види плуващите риби. Друга птица, характерна за крайбрежието на езерото е сивата сврачка (Lanius excubitoroides), чието местообитание винаги се намира в зони с високо количество на валежите. Районът се обитава и от голяма популация от местни кенийски папагали от рода Неразделки, представени от Фишерова и Маскова неразделки. Част от тях се продават по пътищата, когато обикновено са още много малки, а продавачите са главно деца. Чуждестранните туристи често ги купуват и пускат на свобода, където те отново са улавяни и предлагани за продажба. Това прави търговията с тях сравнително доходна. 
Водите на езерото привличат и голямо разнообразие от диви животни. Тук могат да се срещнат стада от жирафи, биволи, зебри, водни козли, няколко вида антилопи като кана и бушбок, газели на Томсън и Грант, семейства лъвове, маймуни от рода на чернобелите колобуси, мангусти, видри и дори леопарди. Многобройни хипопотами през деня спят в плитчините на езерото. През последните години обаче броят им е намалял с повече от 25%, поради понижаването на водното ниво в езерото. През 2004 г. са наброявали около 1500, а през 2006 г. достигат едва до 1100.

## История и население
Още преди 4000 години човешки общности обитават крайбрежията на езерото, а до началото на 20 век масаите пасат стадата си по тези места. През 1904 г., по силата на сключен договор с Британското колониално правителство, масаите отстъпват тези територии на заселници земеделци. През 1903 г. тук се установява за постоянно Третият барон Даламер, един от лидерите на белите заселници в Кения. По-късно закупува от колониалния комисар 100 000 акра земеделски земи около езерото, по-голяма част от които все още са собственост на „бели кенийци“.
В средата на 20 век езерото Найваша е ползвано като място за приводняване на интернационални въздухоплавателни апарати, главно от Европа. Дори и днес при ниски води може да се види маркировката за излитане и кацане.
След обявяване на независимостта на страната, правителството започва да разработва проекти за изграждане на селища, чрез които да се увеличи производството на селскостопанска продукция. Населението на териториите около Найваша нараства с бързи темпове, привлечено от осигурената работа в оранжериите за цветя. През 1969 г. то е било само 7000, докато през 2007 г. достига около 300 000 души. Общественият достъп до езерото вече е доста затруднен, като за масаите е оставен само един малък сектор от крайбрежието за водопой на стадата. На същите тези места става и прането на дрехи от жените в близките селища. Без достъп до езерото, някои жители са принудени да носят вода от обществените чешми, пред които често се вият дълги опашки.
Североизточно от езерото се намира град Найваша, чието разрастване става главно в посока югоизток, успоредно на езерните брегове.

## Икономика
Прилежащите към езерото терени имат плодородни почви, а достъпът до прясна вода улеснява напояването им, което ги прави много подходящи за отглеждането на различни земеделски култури. По тези причини териториите се окачествяват като първокласни селскостопански райони. В част от фермите наоколо се произвеждат плодове и зеленчуци и се отглеждат лозови насаждения.
През колониалната епоха южно от езерото се развиват големи плантации за сизал, а водите му се ползват за напояване само на ограничени територии с фуражни насаждения и зеленчуци. По-късно са унищожени обширни терени с папирус за обособяване на нови земеделски земи.
В началото на 1980-те на земите около Найваша започва да се развива и процъфтява промишленото градинарство и се създават многобройни ферми за цветя. Плодородието на почвата, близостта с вода с добри качества, евтината работна ръка, подходящият климат, близостта на международното летище, всичко това са фактори, които дават сериозен тласък за ускореното развитие на този отрасъл. Постепенно Кения се превръща в най-големия износител на цветя за европейския пазар. Изнасят се над 88 тона рязани цветя годишно за около 264 милиона долара, като голяма част, над 30 от цветните ферми са концентрирани край езерото. Те произвеждат 70% от цветята за износ на страната. Благодарение на близостта до международното летище в Найроби, цветята успяват да бъдат доставени до местоназначението си не по-късно от 24 часа след отрязването им.
В края на 50-те години на 20 век правителството насърчава развитието на риболова на тилапия и бибан с цел изграждане на фабрика за консервиране на риба на брега на езерото. Риболовът започва да се развива, а през 1971 г. уловът е изключително добър. Срива се през следващата година, когато се оказва, че рибните количества в езерото не могат да бъдат естествено възстановени. През 2000 г. правителството забранява риболова в езерото за срок от една година. Оттогава уловът все повече намалява и се колебае в рамките на 300 т. годишно. Днес годишният улов не надвишава 100 т. и се състои главно от дребни рибни видове. Спортният риболов не може да бъде поддържан и вече е история. Застъпен в малки мащаби е и ловът на вида раци, внесени в езерото от САЩ.

## Туризъм
Тъй като езерото се намира близо до столицата Найроби, то се е превърнало в място за отдих и възстановителен център за много кенийци. По бреговете му са изградени процъфтяващи яхтклубове, а езерото се кръстосва от круизни корабчета и многобройни рибарски лодки. Ветроходството и карането на водни ски са едни от атракциите на езерото. Цялото му крайбрежие обаче е частна собственост, така че достъпът до него е ограничен. До водите му може да се стигне през два от хотелите на югоизточния бряг, или чрез разрешение от някой от околните земевладелци.
Част от интересните места и забележителностите край езерото са:
- Сградата „Elsamere“ край езерото, в която се помещава Центърът за образование и опазване на дивите животни, в средата на 1960-те години е била дом на известната природоизследователка и писателка Джой Адамсън, автор на „Лъвицата Елза“.[9]
- Дефилето Нджороуа, някогашният изход на Найваша, е интересно с червеникавите си, рушащи се скали, в които гнездят лешояди и орли.[10][13]
- Друга привлекателна атракция в околността е частният Crater Lake Game Sanctuary, разположен върху част от бившия имот на лейди Даяна Даламер във вулканичен кратер.[13]
- Националният парк „Дяволската порта“ е близо до езерото и предлага голямо разнообразие от диви животни и птици, както и интересни скални образувания.[2][13]
- На брега на езерото се намира и друга забележителност – дворецът Джин палас (Djinn Palace), който става известен между двете световни войни. Представлява яркобяла екзотична сграда, изградена в мавритански стил, изпъстрена с кубета, куполи и кулички. Построена е през 1927 г., а първият и собственик е холивудският актьор Сирил Рамзи-Хил. Освен с атрактивната си архитектура дворецът е известен и с бурната си история.[18]
- В езерото е разположен остров Crescent (Полумесец), превърнат в защитена зона за диви животни. Тъй като на него няма хищници, той е едно от малкото места в Кения, предлагащи възможност за разходка сред животните, които необезпокоявани отиват на водопой по бреговете му.[10]

## Екология
Създадените цветни ферми край Найваша постепенно започват да усложняват екологията на района. Водочерпенето се повишава, прекалената употреба на пестициди и изкуствени торове понижава качеството на езерните води, а неустойчивото нарастване на населението дава своето отражение върху живота в езерото. Засиленото водочерпене понижава драстично нивото на Найваша, от което температурата му се повишава и влияе отрицателно на флората и фауната в него. В земеделието и цветарството по бреговете на езерото се прилагат около 20 вида различни пестициди, които се измиват от дъждовете и се вливат във водите на Найваша, застрашавайки живота в него. Вече се наблюдават единични случаи на домашни животни и птици, умрели след водопой край една от цветните ферми.
Инфраструктурата в района все повече не достига, водите на езерото се замърсяват, избиват се диви животни за обезпечаване на прехраната, горите се изсичат за дървен материал и се палят за получаване на дървени въглища, а това става причина за чести пожари. Нови гори не се засаждат. Не съществува законова рамка, която да дава насоки при използването на водите от езерото. Издигнати са искания правителството да ограничи издаването на разрешителни за водочерпене на фермите.